# Temporada 1990-91 de los Sacramento Kings
La temporada 1990-91 fue la sexta de los Kings en la NBA en su ubicación en Sacramento, California, y la cuadragésimo tercera en la liga, tras jugar las últimas trece en Kansas City. La temporada regular acabó con 25 victorias y 57 derrotas, ocupando el decimotercer puesto de la Conferencia Oeste, no logrando clasificarse para los playoffs.

## Elecciones en elDraft
| Ronda | Puesto | Jugador        | Posición  | Nacionalidad   | Universidad   |
| ----- | ------ | -------------- | --------- | -------------- | ------------- |
| 1     | 7      | Lionel Simmons | Alero     | Estados Unidos | La Salle      |
| 1     | 14     | Travis Mays    | Base      | Estados Unidos | Texas         |
| 1     | 18     | Duane Causwell | Pívot     | Estados Unidos | Temple        |
| 1     | 23     | Anthony Bonner | Ala-Pívot | Estados Unidos | Saint Louis   |
| 2     | 40     | Bimbo Coles    | Base      | Estados Unidos | Virginia Tech |

## Temporada regular
| División Pacífico        | División Pacífico | División Pacífico | División Pacífico | División Pacífico | División Pacífico | División Pacífico | División Pacífico | División Pacífico |
| Equipo                   | G                 | P                 | %                 | PD                | Casa              | Fuera             | Div               |                   |
| ------------------------ | ----------------- | ----------------- | ----------------- | ----------------- | ----------------- | ----------------- | ----------------- | ----------------- |
| y-Portland Trail Blazers | 63                | 19                | .768              | —                 | 36–5              | 27–14             | 18-10             |                   |
| x-Los Angeles Lakers     | 58                | 24                | .707              | 5                 | 33–8              | 25-16             | 19-9              |                   |
| x-Phoenix Suns           | 55                | 27                | .671              | 8                 | 32–9              | 23-18             | 17–11             |                   |
| x-Golden State Warriors  | 44                | 38                | .537              | 19                | 30–11             | 14–27             | 13–15             |                   |
| x-Seattle SuperSonics    | 41                | 41                | .500              | 22                | 28-13             | 13–28             | 12-16             |                   |
| Los Angeles Clippers     | 31                | 51                | .378              | 32                | 23–18             | 8-33              | 10-18             |                   |
| Sacramento Kings         | 25                | 57                | .305              | 38                | 24-17             | 1–40              | 9–19              |                   |

## Estadísticas
| Rk | Jugador           | Edad | P  | PT | MP   | TC  | TCI  | %TC  | T3  | T3I | %T3   | TL  | TLI | %TL  | RO  | RD  | RT  | AS  | RB  | TAP | BP  | FP  | PTS  |
| -- | ----------------- | ---- | -- | -- | ---- | --- | ---- | ---- | --- | --- | ----- | --- | --- | ---- | --- | --- | --- | --- | --- | --- | --- | --- | ---- |
| 1  | Lionel Simmons    | 22   | 79 | 79 | 37.7 | 6.9 | 16.5 | .422 | 0.0 | 0.1 | .273  | 4.1 | 5.5 | .736 | 2.4 | 6.4 | 8.8 | 4.0 | 1.4 | 1.1 | 2.9 | 3.2 | 18.0 |
| 2  | Wayman Tisdale    | 26   | 33 | 31 | 33.8 | 7.9 | 16.4 | .483 | 0.0 | 0.0 | .000  | 4.1 | 5.2 | .800 | 2.3 | 5.4 | 7.7 | 2.0 | 0.7 | 0.8 | 2.5 | 3.0 | 20.0 |
| 3  | Travis Mays       | 22   | 64 | 55 | 33.5 | 4.6 | 11.3 | .406 | 1.1 | 3.1 | .365  | 4.0 | 5.2 | .770 | 0.8 | 1.9 | 2.8 | 4.0 | 1.3 | 0.2 | 2.5 | 2.6 | 14.3 |
| 4  | Antoine Carr      | 29   | 77 | 48 | 32.8 | 8.2 | 15.9 | .511 | 0.0 | 0.0 | .000  | 3.8 | 5.1 | .758 | 2.1 | 3.3 | 5.5 | 2.5 | 0.6 | 1.3 | 2.2 | 4.1 | 20.1 |
| 5  | Rory Sparrow      | 32   | 80 | 74 | 29.7 | 4.6 | 9.5  | .491 | 0.4 | 1.0 | .397  | 0.7 | 1.0 | .699 | 0.6 | 1.8 | 2.3 | 4.5 | 1.0 | 0.2 | 1.6 | 2.4 | 10.4 |
| 6  | Jim Les           | 27   | 55 | 8  | 25.4 | 2.2 | 4.9  | .444 | 1.3 | 2.8 | .461  | 1.6 | 1.9 | .835 | 0.3 | 1.7 | 2.0 | 5.4 | 1.0 | 0.1 | 1.4 | 2.6 | 7.2  |
| 7  | Duane Causwell    | 22   | 76 | 55 | 22.6 | 2.8 | 5.4  | .508 | 0.0 | 0.0 |       | 1.4 | 2.2 | .636 | 1.9 | 3.3 | 5.1 | 0.9 | 0.6 | 1.9 | 1.3 | 3.0 | 6.9  |
| 8  | Bob Hansen        | 30   | 36 | 24 | 22.5 | 2.7 | 7.1  | .375 | 0.5 | 1.9 | .275  | 0.5 | 1.0 | .500 | 0.9 | 1.8 | 2.7 | 2.5 | 0.6 | 0.1 | 0.9 | 2.0 | 6.4  |
| 9  | Anthony Bonner    | 22   | 34 | 6  | 22.1 | 3.0 | 6.8  | .448 | 0.0 | 0.0 |       | 1.3 | 2.2 | .579 | 1.7 | 3.0 | 4.7 | 1.4 | 1.1 | 0.1 | 1.2 | 1.8 | 7.4  |
| 10 | Bill Wennington   | 27   | 77 | 23 | 18.9 | 2.4 | 5.4  | .436 | 0.0 | 0.1 | .200  | 1.0 | 1.2 | .787 | 1.3 | 3.1 | 4.4 | 0.9 | 0.6 | 0.8 | 0.7 | 3.0 | 5.7  |
| 11 | Leon Wood         | 28   | 12 | 0  | 18.5 | 2.1 | 5.3  | .397 | 1.0 | 3.2 | .316  | 1.6 | 1.8 | .905 | 0.4 | 1.2 | 1.6 | 4.1 | 0.4 | 0.0 | 1.0 | 0.8 | 6.8  |
| 12 | Ralph Sampson     | 30   | 25 | 4  | 13.9 | 1.4 | 3.7  | .366 | 0.0 | 0.2 | .200  | 0.2 | 0.8 | .263 | 1.6 | 2.8 | 4.4 | 0.7 | 0.4 | 0.7 | 1.1 | 2.2 | 3.0  |
| 13 | Anthony Frederick | 26   | 35 | 3  | 13.6 | 1.9 | 4.8  | .399 | 0.0 | 0.0 |       | 1.2 | 1.7 | .717 | 1.0 | 1.4 | 2.4 | 1.3 | 0.6 | 0.4 | 1.1 | 1.4 | 5.1  |
| 14 | Steve Colter      | 28   | 19 | 0  | 13.2 | 1.2 | 2.9  | .411 | 0.3 | 0.7 | .357  | 0.4 | 0.5 | .700 | 0.3 | 1.1 | 1.4 | 1.9 | 0.6 | 0.1 | 0.6 | 1.4 | 3.1  |
| 15 | Eric Leckner      | 24   | 32 | 0  | 11.8 | 1.2 | 3.0  | .406 | 0.0 | 0.0 |       | 0.5 | 0.8 | .593 | 0.8 | 1.9 | 2.7 | 0.6 | 0.1 | 0.3 | 0.8 | 2.2 | 2.9  |
| 16 | Rick Calloway     | 24   | 64 | 0  | 10.6 | 1.2 | 3.0  | .391 | 0.0 | 0.0 | .000  | 0.9 | 1.2 | .696 | 0.4 | 0.8 | 1.2 | 1.0 | 0.3 | 0.1 | 0.8 | 1.5 | 3.2  |
| 17 | Mike Higgins      | 23   | 7  | 0  | 8.7  | 0.9 | 1.4  | .600 | 0.0 | 0.0 |       | 0.6 | 1.0 | .571 | 0.6 | 0.1 | 0.7 | 0.3 | 0.0 | 0.3 | 0.6 | 2.3 | 2.3  |
| 18 | Tony Dawson       | 23   | 4  | 0  | 4.3  | 1.0 | 1.8  | .571 | 0.3 | 0.3 | 1.000 | 0.0 | 0.0 |      | 0.5 | 0.0 | 0.5 | 0.0 | 0.0 | 0.0 | 0.3 | 0.0 | 2.3  |

## Galardones y récords
| Jugador        | Galardón                                |
| Lionel Simmons | Mejor quinteto de rookies de la NBA     |
| Travis Mays    | 2.º Mejor quinteto de rookies de la NBA |